# Église Sainte-Croix d'Augerolles
L'église Sainte-Croix est une église catholique située à Augerolles, en France.

## Localisation
L'église est située dans le département français du Puy-de-Dôme, sur la commune d'Augerolles.

## Historique
L'édifice est classé au titre des monuments historiques en 1862.